# 至死不渝的愛
至死不渝的愛（日语：死びとの恋わずらい）是由漫畫家伊藤潤二所創造的漫畫，為伊藤潤二的名作之一。

## 故事
在霧之町遺留有一種叫“十字路口占卜”的風俗，就是人們站在十字路口等最早通過那里的人，據他說的話來占卜“吉”或“凶”。這個早被遺忘的風俗近來又在女高中生之間流行起來，尤為占卜戀愛運程為甚。一對本應幸福的小情侶——龍介和阿綠從一連串與“十字路口的黑衣美少年”相關的殺人事件中，知道了自己怪異的過去以及悲哀的將來…故事細膩逼真地表現出高中生的朦朧愛情，又將霧夜中的十字路口發生的殺人事件描畫得驚悚恐怖而又構思獨特巧妙。它既勾勒出人們對“愛”的渴求，又批判了人類盲目信從、以自我為中心的懦弱、醜陋的灰暗面。
劇末出人意料的結局帶出了故事的浪漫、凄迷，成為該作的昇華。在尾回《慘叫之夜》完成一段日子後，伊藤润二補上了一個結局，使故事畫上一個沒有戾氣的句點。

## 人物
十字路口的美少年（聲優：綠川光（日本）；黃天佑（台灣））

深田龍介（聲優：吉野裕行（日本）；胡鎮璽（台灣），演員：松田龍平）

柴山綠（聲優：齊藤佑圭（日本）；雷碧文（台灣），演員：後藤理沙）

田中鈴枝（聲優：水野理紗（日本）；魏晶琦（台灣），演員：三輪明日美）

## 出版書籍
- 伊藤潤二恐怖漫畫精選
  - 第15卷 至死不渝的愛（1998年12月），台灣未代理。
- 至死不渝的愛 完全版 （全），台灣未代理。
  - 舊版：2001年3月1日發售、ISBN 4-25-790434-8
  - 新版：2007年11月26日發售、ISBN 978-4-02-213022-8
- 伊藤潤二恐怖博物館
  - 第10卷 至死不渝的愛（2003年1月）
- 伊藤潤二愛藏版
  - 第4卷 至死不渝的愛（2011年2月）

## 改編作品

### 電影
在2001年改編成電影《鬼卜怪談》，並已搬上大銀幕。演員陣容方面由後藤理沙（飾演深田綠）和松田龍平（飾演柴山龍介）兩人主演。

### 電視劇
在2001年改編成《黑色映畫館》。

### 動畫
在2018年1月7日起於TOKYO MX電視台開始播放，《至死不渝的愛》本作做為《伊藤潤二驚選集》中的一篇故事以電視動畫的形式播放。聲優陣容方面由綠川光飾演十字路口的美少年的聲音；吉野裕行則飾演男主角龍介；齊藤佑圭飾演龍介的青梅竹馬小綠。

## 外部連結
- 至死不渝的愛 （页面存档备份，存于） （日語）－allcinema（日语：allcinema）
- 至死不渝的愛 （页面存档备份，存于） （日語）－KINENOTE（日语：キネマ旬報映画データベース）
- 互联网电影数据库（IMDb）上《至死不渝的愛》的资料（英文）